# О̆
О̆, о̆ – litera rozszerzonej cyrylicy, wykorzystywana w alfabecie języka itelmeńskiego i w alfabecie dialektu szuryszkarskiego języka chantyjskiego. W obydwu przypadkach odpowiada skróconemu dźwiękowi [o]. Litera О̆ używana była również w języku mordwińskim w latach 1924–1927.

## Kodowanie
| Forma     | Wygląd | Części składowe | Części składowe | Kodowanie     |
| --------- | ------ | --------------- | --------------- | ------------- |
| majuskuła | О̆      | U+041E О        | U+0306 ◌̆        | U+041E U+0306 |
| minuskuła | о̆      | U+043E о        | U+0306 ◌̆        | U+043E U+0306 |